# Crímenes de Guerra de la Primera Guerra Mundial
La Primera Guerra Mundial fue un conflicto bélico originado en Europa que se prolongó desde el 28 de julio de 1914 hasta el 11 de noviembre de 1918 y acabó extendiéndose por África y Asia, así como por parte del océano Atlántico y el mar Mediterráneo. llevó a la movilización de más de 70 millones de militares, incluidos 60 millones de europeos, convirtiéndose en una de las guerras más grandes de la historia. También es uno de los conflictos más mortales de la historia, con un estimado de nueve millones de combatientes y siete millones de muertes de civiles como resultado directo de la guerra, mientras que los genocidios y la pandemia de gripe de 1918 causaron otras 50 a 100 millones de muertes en todo el mundo.

## Crímenes de Guerra

### Incidentes de Baralong
El 19 de agosto de 1915, el submarino alemán U-27 fue hundido por el buque de guerra británico HMS Baralong. Todos los supervivientes alemanes fueron fusilados por la tripulación de Baralong por orden del teniente Godfrey Herbert, capitán de la nave. Los hechos se hicieron públicos por ciudadanos estadounidenses que estaban a bordo del Nicosia, un carguero británico con suministros de guerra, que fue detenido por el U-27 solo unos minutos antes del incidente.
El 24 de septiembre, Baralong destruyó el U-41 que estaba en proceso de hundir el buque de carga Urbino. Según Karl Goetz, comandante del submarino, Baralong continuó ondeando la bandera de los Estados Unidos después de disparar al U-41 y luego embistió al bote salvavidas, que transportaba a los supervivientes alemanes, provocando su hundimiento.

### Torpedeo de HMHS Llandovery Castle

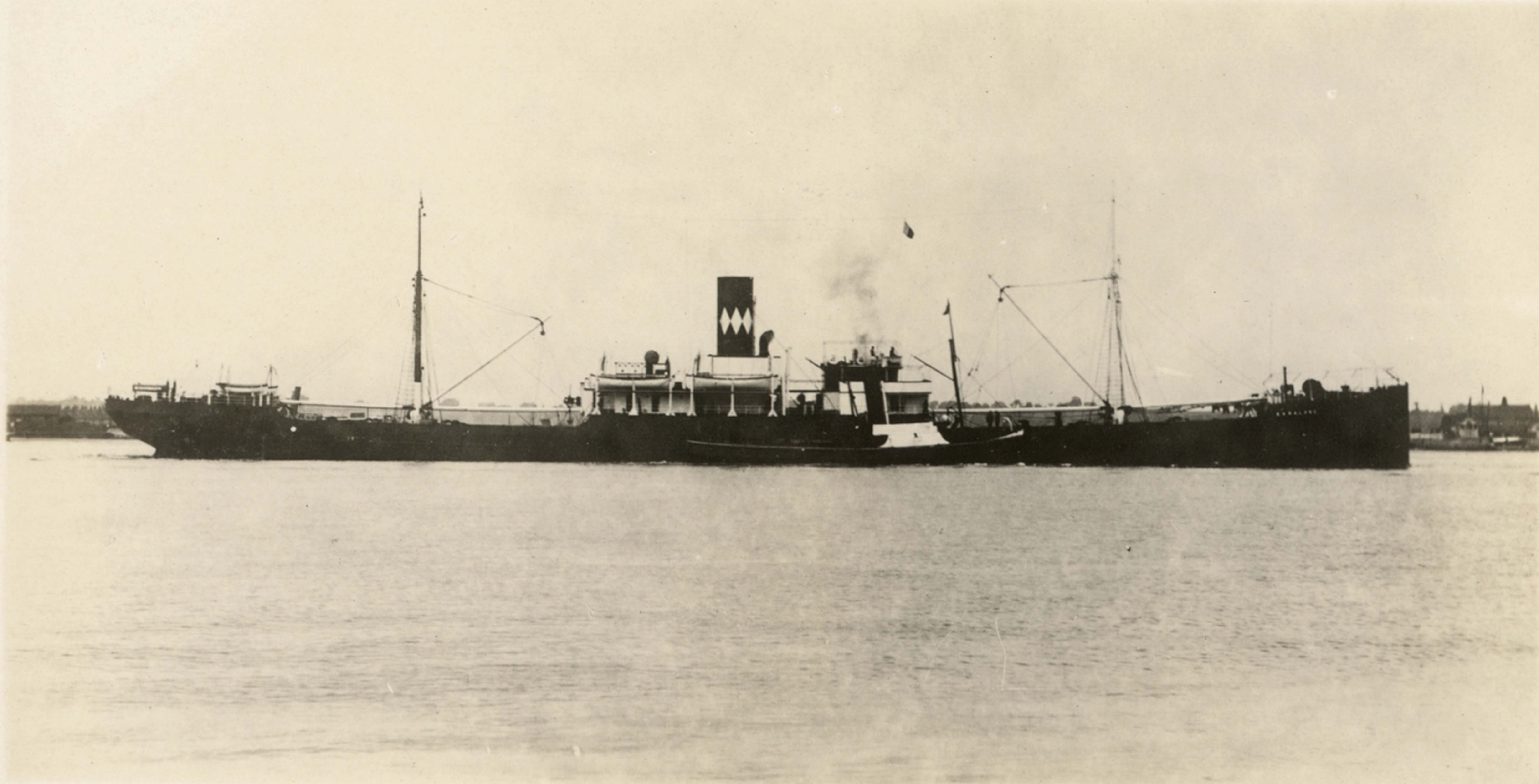
HMS Baralong

El 27 de junio de 1918, el submarino alemán SM U-86 bombardeó al barco canadiense del hospital HMHS Llandovery Castle violando el derecho internacional. Solo 24 de los 258 miembros del personal médico, pacientes y tripulación sobrevivieron. Los supervivientes informaron que el submarino emergió y corrió por los botes salvavidas, sobreviviendo a la ametralladora. El capitán de submarinos, Helmut Patzig, fue acusado de crímenes de guerra en Alemania después de la guerra, pero se escapó del proceso yendo a la Ciudad Libre de Danzig, más allá de la jurisdicción de los tribunales alemanes.

### Bloqueo de Alemania
Después de la guerra, el gobierno alemán afirmó que aproximadamente 763.000 civiles alemanes murieron de hambre y enfermedades durante la guerra debido al bloqueo llevado a cabo por los Aliados. Alemania protestó que los Aliados habían usado la inanición como arma de guerra. Según el juez británico y filósofo Patrick Devlin, "Las órdenes de guerra emitidas por el Almirantazgo el 26 de agosto de 1914 eran lo suficientemente claras. Todos los alimentos consignados a Alemania a través de puertos neutrales fueron capturados y todos los alimentos consignados a Rotterdam fueron capturados ".

### Armas químicas en la guerra

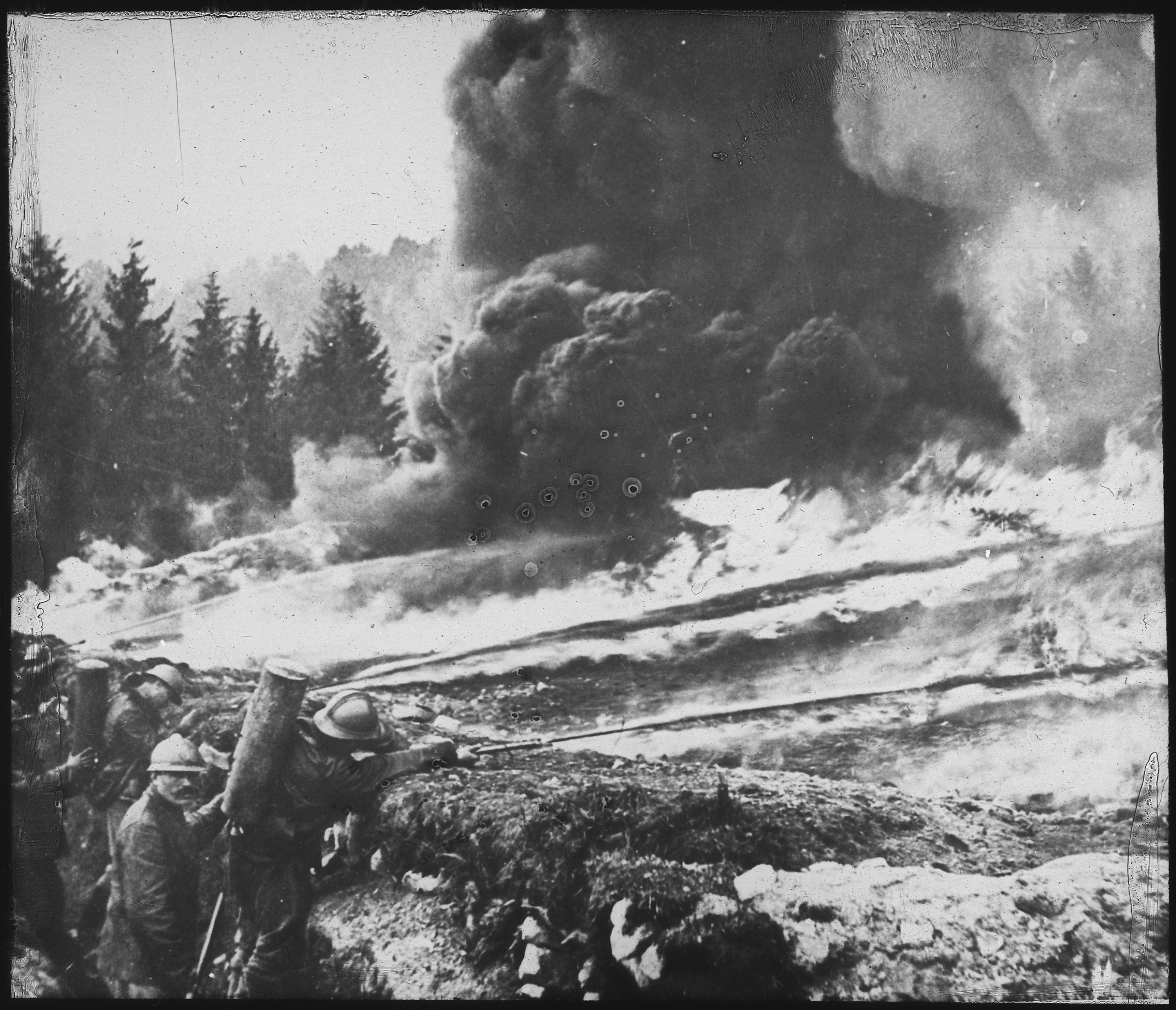
Los soldados franceses realizando un ataque de gas y fuego en las trincheras alemanas en Flandes

Los soldados franceses llevaron a cabo un ataque con gas y fuego en las trincheras alemanas en Flandes. El primer uso exitoso de gas venenoso como arma de guerra ocurrió durante la Segunda Batalla de Ypres (22 de abril - 25 de mayo de 1915). El gas fue pronto empleado por los principales beligerantes a lo largo de la guerra. Se estima que el uso de armas químicas empleadas por ambas partes a lo largo de la guerra causó 1,3 millones de bajas. Por ejemplo, los británicos tuvieron más de 180.000 bajas por armas químicas durante la guerra, y hasta un tercio de las bajas estadounidenses fueron causadas por ellos. Según informes, el ejército ruso sufrió aproximadamente 500.000 bajas por armas químicas en la Primera Guerra Mundial. El uso de armas químicas en la guerra violaba directamente la Declaración de La Haya de 1899, relativa a los gases asfixiantes y el Convenio de La Haya de 1907 sobre la guerra terrestre, que prohibía su uso. El efecto del gas venenoso no afectó solo a los combatientes. Los civiles corrían el riesgo de que los gases les llegaran cuando los vientos arrastraban los gases tóxicos a través de sus ciudades y rara vez recibían advertencias o alertas de peligro. Además de los sistemas de advertencia ausentes, los civiles a menudo no tenían acceso a máscaras de gas efectivas. Se estima que entre 100.000 y 260.000 víctimas civiles fueron causadas por armas químicas durante el conflicto y decenas de miles más (junto con personal militar) murieron por cicatrización de los pulmones, daños en la piel y daños cerebrales en los años posteriores a la finalización del conflicto. Muchos comandantes de ambos bandos sabían que tales armas causarían un daño mayor a los civiles, pero aun así continuaron usándolas. El mariscal de campo británico Douglas Haig escribió en su diario: "Mis oficiales y yo éramos conscientes de que tales armas causarían daño a las mujeres y los niños que vivieran en pueblos cercanos, ya que los vientos fuertes eran comunes en el frente de batalla. Sin embargo, el arma iba dirigida contra el enemigo pero ninguno de nosotros estaba demasiado preocupado ".

### Genocidio y limpieza étnica

#### Imperio Otomano

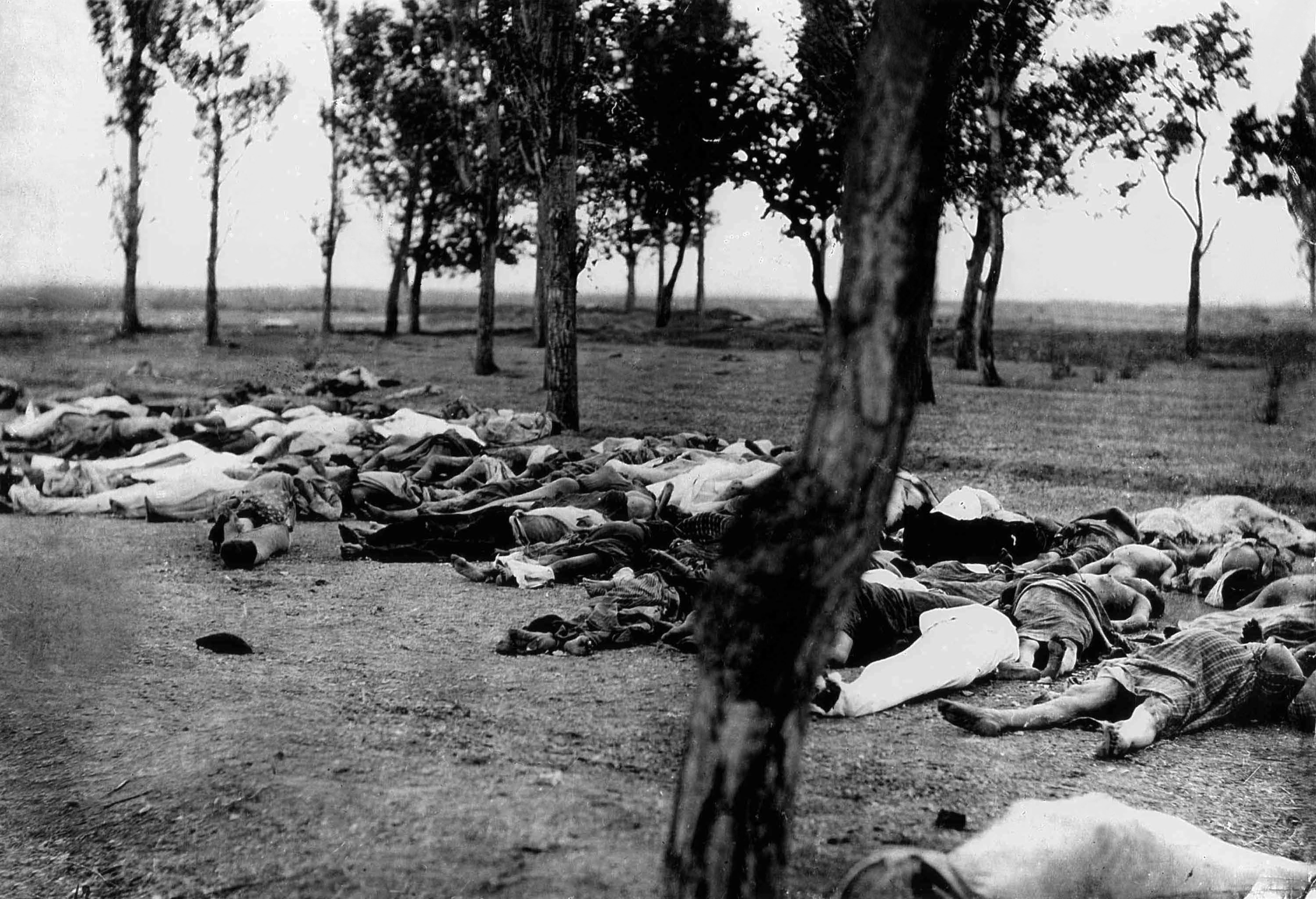
Armenios asesinados durante el genocidio armenio. Imagen tomada de la historia del embajador Morgenthau, escrita por Henry Morgenthau, Sr. y publicada en 1918

La limpieza étnica de la población Armenia del Imperio Otomano, incluyendo las deportaciones en masa y las ejecuciones, durante los últimos años del Imperio Otomano se consideran un genocidio. Los otomanos llevaron a cabo masacres organizadas y sistemáticas de la población armenia al comienzo de la guerra y presentaron actos de resistencia armenios provocados deliberadamente como rebeliones para justificar un mayor exterminio. A principios de 1915, varios armenios se ofrecieron como voluntarios para unirse a las fuerzas rusas y el gobierno otomano usó esto como un pretexto para emitir la Ley Tehcir (Ley de Deportación), que autorizó la deportación de armenios de las provincias del este del Imperio a Siria entre 1915 y 1918. Los armenios fueron asesinados intencionalmente y varios fueron atacados por bandidos otomanos. Si bien se desconoce el número exacto de muertes, la Asociación Internacional de Expertos en Genocidio estima que el total asciende a 1,5 millones. El gobierno de Turquía ha negado el genocidio, argumentando que aquellos que murieron fueron víctimas de combates, etnias o enfermedades interétnicas durante la Primera Guerra Mundial; estas afirmaciones son rechazadas por la mayoría de los historiadores.
Otros grupos étnicos fueron atacados de manera similar por el Imperio Otomano, incluidos los sirios y los griegos, y algunos estudiosos consideran que esos eventos son parte de la misma política de exterminio. Al menos 250,000 cristianos sirios, aproximadamente la mitad de la población, y 350.000-750.000 griegos de Anatolia y Pontic fueron asesinados entre 1915 y 1922.

#### Imperio Ruso
Muchos pogromos acompañaron la Revolución Rusa de 1917 y la Guerra Civil Rusa que tuvo lugar después. Entre 60.000 y 200.000 judíos civiles fueron asesinados y sufrieron atrocidades en todo el antiguo Imperio Ruso (principalmente en el caso de la Zona de Asentamiento en la actual Ucrania).

### Violación de Bélgica

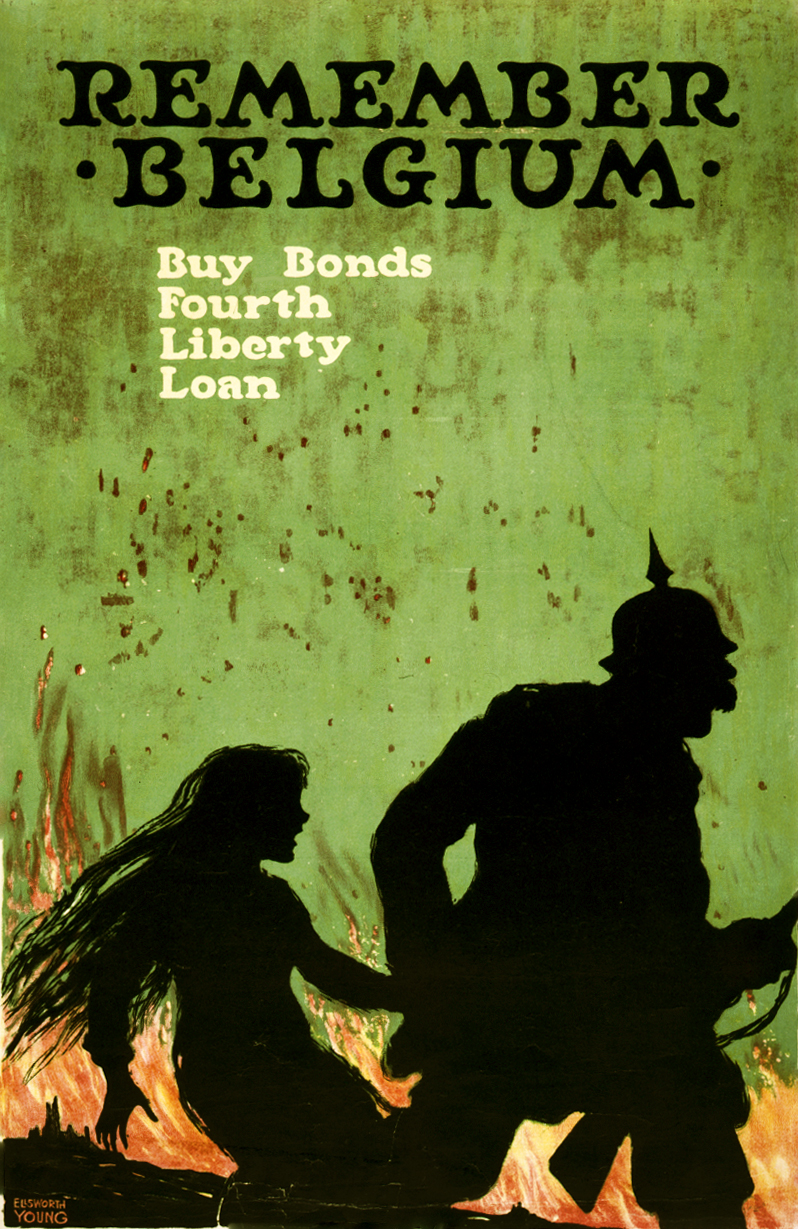
Póster de propaganda estadounidense que evoca las atrocidades alemanas en Bélgica.

Los invasores alemanes sabotearon las líneas ferroviarias entre otras cosas, con el objetivo de que estuvieran incomunicados. También dispararon a los delincuentes y quemaron edificios como represalia. Además, sospechaban de que la mayoría de los civiles eran posibles francotiradores (guerrilleros) y, en consecuencia, tomaban y asesinaban a rehenes de la población civil. El ejército alemán ejecutó a más de 6500 civiles franceses y belgas entre agosto y noviembre de 1914, por lo general eran tiroteos a gran escala, casi al azar, de civiles, ordenados por oficiales alemanes. El ejército alemán destruyó entre 15.000 y 20.000 edificios, entre ellos la biblioteca universitaria de Lovaina, y generó una oleada de refugiados de más de un millón de personas. Más de la mitad de los regimientos alemanes en Bélgica estuvieron involucrados en incidentes importantes. Miles de trabajadores fueron enviados a Alemania para trabajar en fábricas. La propaganda británica que dramatiza la Violación de Bélgica atrajo mucha atención en los Estados Unidos, mientras que Berlín dijo que era legal y necesario debido a la amenaza de los francotiradores como los de Francia en 1870. Los británicos y los franceses ampliaron los informes y los difundieron en Estados Unidos, donde desempeñaron un papel importante en la disolución del apoyo a Alemania.
Los soldados británicos eran inicialmente voluntarios, pero cada vez más fueron reclutados para el servicio. Los veteranos supervivientes, que regresaban a sus hogares, a menudo descubrían que podían hablar sobre sus experiencias solo entre ellos. Agrupándose, formaron "asociaciones de veteranos" o "Legiones". El Proyecto de Historia de los Veteranos de la Biblioteca del Congreso ha recopilado un pequeño número de cuentas personales de veteranos estadounidenses.

### Prisioneros de guerra

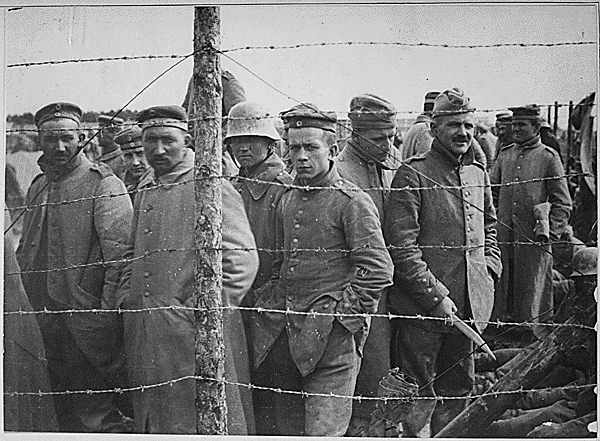
Prisioneros alemanes en un campo de prisioneros francés durante la última parte de la guerra

Cerca de ocho millones de hombres se rindieron y fueron retenidos en campos de prisioneros durante la guerra. Todas las naciones se comprometieron a seguir las Convenciones de La Haya sobre el trato justo a los prisioneros de guerra y la tasa de supervivencia de los prisioneros de guerra fue generalmente mucho más alta que la de los combatientes en el frente.
Las rendiciones individuales fueron poco frecuentes, la mayoría fueron de grandes unidades que se rindieron en masa. En Maubeuge, cerca de 40.000 soldados franceses se rindieron, en la batalla de Galicia, los rusos tomaron entre 100.000 y 120.000 cautivos austriacos, en la ofensiva Brusílov, entre 325.000 y 417.000 alemanes y austriacos se rindieron a los rusos, y en la batalla de Tannenberg 92.000 rusos se rindieron. Cuando la asediada guarnición de Kaunasser se rindió en 1915, unos 20.000 rusos se convirtieron en prisioneros, en la batalla cerca de Przasnysz (febrero-marzo de 1915) 14.000 alemanes se rindieron a los rusos, y en la Primera Batalla del Marne, unos 12,000 alemanes se rindieron a los Aliados. 25–31 % de las pérdidas rusas (como proporción de los capturados, heridos o muertos) se encontraban prisioneros; 32 % en Austria-Hungría, en Italia el 26 %, en Francia el 12 %, en Alemania el 9 %; en Gran Bretaña el 7 %. Los presos de los ejércitos aliados sumaron un total de aproximadamente 1.4 millones (sin incluir a Rusia, que perdió de 2.5 a 3.5 millones de hombres como prisioneros).
De los Poderes Centrales, unos 3,3 millones de hombres se convirtieron en prisioneros; la mayoría de ellos se rindieron a los rusos. Alemania tenía 2,5 millones de prisioneros; Rusia sostuvo 2,2–2,9 millones; Mientras que Gran Bretaña y Francia tenían alrededor de 720.000. La mayoría fueron capturados justo antes del armisticio. Estados Unidos sostuvieron 48.000. El momento más peligroso fue el acto de rendición, cuando los soldados indefensos eran abatidos a tiros. Una vez que los prisioneros llegaban a un campamento, las condiciones fueron, en general, satisfactorias (y mucho mejores que en la Segunda Guerra Mundial), gracias en parte a los esfuerzos de la Cruz Roja Internacional y a las inspecciones de naciones neutrales. Sin embargo, las condiciones eran terribles en Rusia: la inanición era común tanto para los prisioneros como para los civiles; entre el 15 y el 20 % de los prisioneros murieron allí, y en las potencias centrales el 8 % de los rusos. En Alemania, la comida era escasa, pero solo el 5 % murió.
El Imperio Otomano a menudo trataba mal a los prisioneros de guerra. Unos 11.800 soldados del Imperio británico, la mayoría de ellos indios, se convirtieron en prisioneros después del asedio de Kut en Mesopotamia en abril de 1916; 4250 murieron en cautiverio. Aunque muchos estaban en malas condiciones cuando los capturaron, los oficiales otomanos los obligaron a marchar 1100 kilómetros hacia Anatolia. Un sobreviviente dijo: "Fuimos conducidos como bestias; abandonar fue morir". Los sobrevivientes fueron obligados a construir un ferrocarril a través de las Montañas Taurus.
En Rusia, cuando los prisioneros de la Legión Checa del ejército austrohúngaro fueron liberados en 1917, se reagruparon y se convirtieron brevemente en una fuerza militar y diplomática durante la Guerra Civil Rusa. Si bien los prisioneros aliados de las Potencias centrales fueron enviados rápidamente a sus hogares al final, no se concedió el mismo tratamiento a los prisioneros del poder central de los aliados ya los prisioneros rusos, muchos de los cuales sirvieron como trabajo forzoso, por ejemplo, en Francia hasta 1920. Fueron liberados solo después de muchos acercamientos de la Cruz Roja al Consejo Supremo Aliado. Los prisioneros alemanes seguían recluidos en Rusia en 1924.

### Agregados militares y corresponsales de guerra.
Observadores militares y civiles de todas las grandes potencias siguieron de cerca el curso de la guerra. Muchos pudieron informar sobre los acontecimientos desde una perspectiva algo similar a las posiciones modernas "integradas" dentro de las fuerzas navales y terrestres opuestas.

### 1917–1918
Los eventos de 1917 resultaron decisivos para terminar la guerra, aunque sus efectos no se sintieron completamente hasta 1918.

#### Desarrollos en 1917
El bloqueo naval británico comenzó a tener un grave impacto en Alemania. En respuesta, en febrero de 1917, el Estado Mayor alemán convenció al canciller Theobald von Bethmann-Hollweg de declarar la guerra submarina sin restricciones, con el objetivo de matar de hambre a Gran Bretaña fuera de la guerra. Los planificadores alemanes estimaron que la guerra submarina sin restricciones le costaría a Gran Bretaña una pérdida de envío mensual de 600,000 toneladas. El Estado Mayor general reconoció que la política casi seguramente traería a Estados Unidos al conflicto, pero calculó que las pérdidas de los envíos británicos serían tan altas que se verían obligados a demandar por la paz después de 5 a 6 meses, antes de que la intervención estadounidense pudiera tener un impacto. El tonelaje hundido aumentó por encima de las 500,000 toneladas por mes de febrero a julio. Alcanzó un máximo de 860,000 toneladas en abril. Después de julio, el sistema de convoy recién reintroducido se hizo efectivo para reducir la amenaza del submarino. Gran Bretaña estaba a salvo de la inanición, mientras que la producción industrial alemana cayó, y los Estados Unidos se unieron a la guerra mucho antes de lo que Alemania había anticipado.
El 3 de mayo de 1917, durante la ofensiva de Nivelle, los veteranos de la Batalla de Verdún, la 2ª División Colonial francesa, rechazaron las órdenes, llegaron borrachos y sin sus armas. Sus oficiales carecían de los medios para castigar a toda una división, y las medidas severas no se implementaron de inmediato. Los Motores del Ejército francés finalmente se extendieron a otras 54 divisiones francesas, y 20,000 hombres desertaron. Sin embargo, los llamamientos al patriotismo y al deber, así como a los arrestos y juicios en masa, alentaron a los soldados a regresar para defender sus trincheras, aunque los soldados franceses se negaron a participar en una nueva acción ofensiva. Robert Nivelle fue removido del mando el 15 de mayo, reemplazado por el general Philippe Pétain, quien suspendió los ataques sangrientos a gran escala.
La victoria de los Poderes Centrales en la batalla de Caporetto llevó a los Aliados a convocar la Conferencia Rapallo en la que formaron el Consejo Supremo de Guerra para coordinar la planificación. Anteriormente, los ejércitos británico y francés habían operado bajo órdenes separadas.
En diciembre, las potencias centrales firmaron un armisticio con Rusia, liberando así a un gran número de tropas alemanas para su uso en el oeste. Con refuerzos alemanes y nuevas tropas estadounidenses llegando, el resultado se decidirá en el Frente Occidental. Los Poderes Centrales sabían que no podían ganar una guerra prolongada, pero tenían grandes esperanzas de éxito basadas en una ofensiva rápida final. Además, ambas partes temen cada vez más el malestar social y la revolución en Europa. Por lo tanto, ambas partes buscaron urgentemente una victoria decisiva.
En 1917, el emperador Carlos I de Austria intentó secretamente negociaciones de paz separadas con Clemenceau, a través del hermano Sixto de su esposa en Bélgica como intermediario, sin el conocimiento de Alemania. Italia se opuso a las propuestas. Cuando las negociaciones fracasaron, su intento fue revelado a Alemania, lo que resultó en una catástrofe diplomática.

### Conflicto del Imperio Ottomano 1917-1918
En marzo y abril de 1917, durante la Primera y la Segunda Batallas de Gaza, las fuerzas alemanas y otomanas detuvieron el avance de la Fuerza Expedicionaria Egipcia. Esto comenzó en agosto de 1916 en la Batalla de Romani. A finales de octubre, se reanudó la Campaña del Sinaí y Palestina, cuando el Cuerpo XX, el Cuerpo XXI y el Cuerpo de Desierto del general Edmund Allenby ganaron la Batalla de Beerseba. Dos ejércitos otomanos fueron derrotados unas semanas más tarde en la Batalla de Mughar Ridge y, a principios de diciembre, Jerusalén fue capturada después de otra derrota otomana en la Batalla de Jerusalén. En esta época, Friedrich Freiherr Kress von Kressenstein fue relevado de sus funciones como comandante del Octavo Ejército, reemplazado por Djevad Pasha, y unos meses más tarde, el comandante del Ejército Otomano en Palestina, Erich von Falkenhayn, fue reemplazado por Otto Liman von Sanders.
A principios de 1918, la línea del frente se extendió y el valle del Jordán fue ocupado, después de los ataques de la Primera Transjordania y la Segunda Transjordana por las fuerzas del Imperio Británico en marzo y abril de 1918. En marzo, la mayor parte de la infantería británica de la Fuerza Expedicionaria Egipcia y la caballería Yeomanry fueron enviadas al Frente Occidental como consecuencia de la Ofensiva de Primavera. Fueron reemplazados por unidades del ejército indio. Durante varios meses de reorganización y entrenamiento del verano, se llevaron a cabo varios ataques en secciones de la línea del frente otomano. Éstos empujaron la línea del frente hacia el norte a posiciones más ventajosas para la Entente con el objetivo de prepararse para un ataque y para aclimatar a la infantería del Ejército Indio recién llegado. No fue hasta mediados de septiembre cuando la fuerza integrada estuvo lista para operaciones a gran escala.
La Fuerza Expedicionaria Egipcia reorganizada, rompió las fuerzas otomanas en la Batalla de Megiddo en septiembre de 1918. En dos días, la infantería británica e india, apoyada por una barrera progresiva, rompió la línea del frente otomana y capturó a la sede del Octavo Ejército (Imperio Otomano) en Tulkarm, líneas de trincheras continuas en Tabsor, Arara y la sede del Séptimo Ejército (Imperio Otomano) en Nablus. El cuerpo montado en el desierto atravesó la ruptura en la línea frontal creada por la infantería. Durante las operaciones virtualmente continuas de los Caballeros Ligeros de Australia, Yeomanry montados en Gran Bretaña, Lanceros Indios y Riflebrigades Montados en Nueva Zelanda en el Valle de Jezreel, capturaron a Nazareth, Afulah y Beisan, Yenín, junto con Haifa en la costa mediterránea y Daraa al este del río Jordán. en el ferrocarril de Hejaz. Samakh y Tiberias en el mar de Galilea fueron capturados en el camino hacia el norte a Damasco. Mientras tanto, la Fuerza de Caballería Ligera Australiana de Chaytor, los rifles montados en Nueva Zelanda, la India, las Indias Occidentales Británicas y la infantería judía capturaron los cruces del río Jordán, Es Salt, Amán y en Ziza la mayor parte del Cuarto Ejército (Imperio Otomano). El Armisticio de Mudros, firmado a fines de octubre, puso fin a las hostilidades con el Imperio Otomano cuando los combates continuaban al norte de Alepo.